# Мартинес, Лука (футболист)
Лука Леовино Мартинес Дапай (исп. Luca Leovino Martínez Dupuy; 5 июня 2001, Сан-Луис-Потоси, Мексика) — мексиканский футболист, нападающий клуба «Росарио Сентраль».
Мартинес родился в семье аргентинцев в Мексике и мог выступать за сборные Аргентины и Мексики, но в итоге выбрал Мексику.

## Клубная карьера
Мартинес — воспитанник клуба «Росарио Сентраль». 3 ноября 2020 года в матче против «Годой-Крус» он дебютировал в аргентинской Примере. 15 февраля 2021 года в поединке против «Архентинос Хуниорс» Лука забил свой первый гол за «Росарио Сентраль». 